# Lodewijk II van Baden
Lodewijk II (Karlsruhe, 15 augustus 1824 — aldaar, 22 januari 1858) was van 1852 tot 1858 groothertog van Baden. Hij was de tweede zoon van groothertog Leopold en Sofie Wilhelmina van Zweden, dochter van koning Gustaaf IV Adolf.
Hij studeerde van 1842 tot 1845 te Wenen en Heidelberg, tezamen met zijn jongere broer Frederik. Een huwelijk met een verder onbekende Russische prinses werd verboden door zijn vader. Lodewijk kreeg kort nadien opstoten van verwardheid en donkere gedachten. Op artsenadvies verbleef hij hiervoor in Oostende, in Italië en in het kuuroord Illenau in het Badense Achern. Toen in 1848 de revolutie uitbrak in Baden, nam hij, zoals zijn vader, de vlucht. Deze vlucht verergerde zijn ziektebeeld.
Bij de dood van zijn vader op 24 april 1852 werd hij formeel groothertog. Aangezien hij wegens de voortschrijdende zenuwziekte niet tot regeren in staat was, trad zijn jongere broer Frederik als regent op. Over Lodewijk II is een boek geschreven "De groothertog die nooit regeerde".
Zijn broer Frederik volgde hem na zijn dood op 22 januari 1858 op als Frederik I.
Lodewijk II is ereburger van de stad Karlsruhe.